# 基格里五世
 基格里五世 （1936年6月29日—2016年10月16日），原名让-巴蒂斯特·恩达欣杜瓦，是卢旺达的末代国王（姆瓦米），于1959年至1961年统治卢旺达。在位期间，由于比利时王国的影响，卢旺达的民族矛盾加剧，进而引爆卢旺达革命。1961年1月28日，卢旺达召开地方代表会议，罢黜了具有反比利时倾向的基格里五世，宣告卢旺达改为共和政体，图西族王室的统治至此推翻，格雷戈瓦·卡伊班达的胡图解放运动党开始执政。此后，基格里五世非洲各国流亡，直至1992年才在美国定居。此后，其领导基格里五世基金会，为卢旺达的难民与孤儿开展人道主义工作，并捍卫王室的文化传统。 

## 早年生涯
1936年6月29日，恩达欣杜瓦出生在卢旺达的卡门贝，他的父亲是卢旺达的前任国王尤希五世，其于1931年被比利时当局罢黜；他的母亲是王后穆卡什马·贝尔纳黛特，系其父十一任妻子中的第七位。恩达欣杜瓦拥有14位兄弟姐妹，其中包括卢旺达国王穆塔拉三世。
1940年，4岁的恩达欣杜瓦随父亲一同被比利时当局流放到比属刚果的莫巴。1944年，父亲尤希五世因肺炎病逝，而后穆塔拉三世成功说服比利时当局，令其允许尤希五世的家属回国，8岁的恩达欣杜瓦得以回到卢旺达生活。十多岁时，恩达欣杜瓦在天主教堂受洗，并获得“让-巴蒂斯特”的教名。终其一生，恩达欣杜瓦都是虔诚的天主教徒。 
少年时期的恩达欣杜瓦先后在阿斯特里达学校（卢旺达最古老的中学） 和比属刚果的尼扬盖齐学院（培养图西族殖民官员的学校）接受教育。1956年至1958年，毕业后的恩达欣杜瓦获得比利时当局的任命，在卢旺达阿斯特丽达的地方政府工作。1959年，恩达欣杜瓦成为布丰杜(今尼亚马加贝县)的副酋长。任职期间，恩达欣杜瓦坚持深入民众，亲自示范耕作、伐木与造房，博得百姓的好感。  

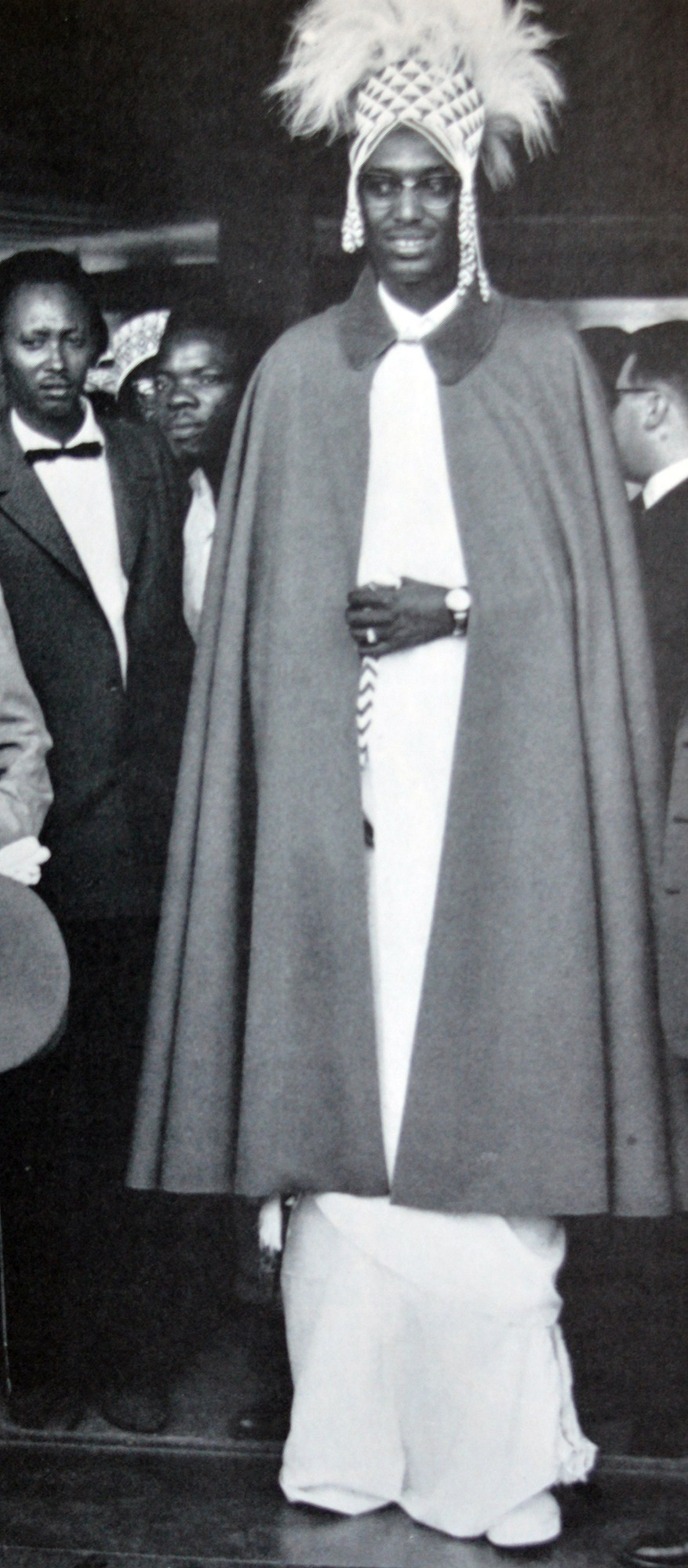
身穿王袍的基格里五世（摄于1960年代初）

## 国王生涯
1959年7月25日，穆塔拉三世前往比利时人运营的医院就医，突然不明不白地逝去，这一事件很快便引发了卢旺达各地的讨论，有关比利时人暗杀国王的阴谋论层出不穷。由于穆塔拉三世无子无女，因此恩达欣杜瓦作为他同父异母的弟弟和挚友，于同年7月28日继位，王号“基格里五世”。
当基格里五世在先王的葬礼上听到阿比鲁宣告自己继位时，大感意外 。而未参与选王的比利时当局也同样感到意外，并谴责这一事件为“姆瓦米政变”。新近获得政治权力的胡图族精英赞同比利时当局的观点 ，不过图西族人、胡图民族主义者与天主教神职人员都对新王的继位怀有乐观的态度 。
基格里五世的继位使比利时当局威信受损，并进一步地加剧了图西族人与胡图族人的紧张对峙：图西族精英策划基格里五世继位的事实，也损害了卢旺达国王作为“中立仲裁者”的传统政治角色。 
继位后的基格里五世遵循了过往的王室传统，摒弃意识形态偏见与图西族归属，努力承担起“卢旺达人民之父”的传统政治角色。然而，基格里五世的努力并没有改善卢旺达的种族对立形势。1959年11月，胡图族政治领袖多米尼克·姆博纽穆图瓦遭到卢旺达保王派的袭击，引爆了“胡图人农民革命”，数百位图西族人遇害，成千上万的图西族人流亡他乡。这场“胡图人农民革命”也成为了1959年至1961年盧旺達革命的发端。
尽管基格里五世试图平息卢旺达革命，但他的举动却遭到了比利时当局的反对。因为在20世纪中叶，胡图族人较图西族人更为亲近比利时，而比利时方面也意图废黜图西族人的君主政权，扶持胡图人的共和政权，以维系自己在大湖地区的影响力。1960年，比利时当局更是利用基格里五世出逃刚果的机会，宣布其为不受欢迎的人，坚决反对基格里五世回国。同年12月，联合国对此事进行干预（盧安達-蒲隆地等托管地均受联合国托管理事会的监督），并颁发联大1960年12月决议，要求比利时当局协助基格利五世回国、开展君主制公投。
由于胡图族政党视其为“图西族封建殖民政权的工具”，基格里五世只得在1960年逃往刚果共和国寻求庇护。次年，基格里五世与联合国秘书长达格·哈马舍尔德在金沙萨会面，然而多米尼克·姆博纽穆图瓦却在比利时政府的支持下发动政变，篡取了卢旺达政权。1961年1月28日，卢旺达召开地方代表会议，罢黜了具有反比利时倾向的基格里五世，宣告卢旺达改为共和政体，图西族王室的统治至此推翻。不久后，卢旺达君主制公投于同年的9月25日举行，接近八成的选票反对君主制复辟，基格里五世批评了这场公投的舞弊行为，指出政府操纵了公投（他曾在软禁期间听到隔壁的计票官员正在伪造投票结果），谴责共和政体的非法性，并称“我并不执著于权位……我将永远接受人民的裁决，但我不能接受比利时当局对这一裁决的干预或曲解”。选举前两天，基格里五世回到卢旺达，旋即被比利时方面的官员软禁。
基格里五世的短暂回国并不顺利：由于比利时方面不欢迎其回国，基格里五世只能穿上连衣裙和头巾，乔装打扮成一位孕婦，坐在汽车的后座。当他们一行人从布隆迪-坦桑尼亚的边境区域潜入卢旺达的时候，胡图族士兵立即将汽车拦下，还警告“你最好别把基格里带进来”。所幸汽车司机将事先准备的啤酒拿出贿赂，他们一行人才能顺利抵达首都。之后，基格里五世穿过一片香蕉地，在深夜跑到联合国代表的住所，传达自己回国的消息，然后便躲到保王派领袖鲁开巴的住所。凌晨5时，士兵们包围鲁开巴的住所，基格里五世的随从打算抵抗，但基格里五世拒绝了。软禁数日后，他便被驱逐出境，从此再也没有回过卢旺达。 
1961年1月31日，聯合國託管理事會成员国苏联、缅甸、印度与阿拉伯联合共和国的代表向联合国大会主席写信，谴责比利时当局违反联大1960年12月决议，剥夺基格里五世的权力，未有推迟选举。同年2月4日，泛非主义运动领袖、加纳总统恩克鲁玛向联合国秘书长发电报，谴责比利时当局废黜基格里五世且建立共和政权的行动，并称其为“比利时在非洲进行殖民主义和帝国主义活动的又一例证”。

## 非洲流亡生涯
1961年10月2日，卢旺达政府正式将基格里五世驱逐至坦噶尼喀。此后，他先后在坦噶尼喀达累斯萨拉姆（1961年-1962年）、肯尼亚内罗毕（1963年-1971年；1979年-1992年)、乌干达坎帕拉（1972年-1978年）等地辗转居住。由于基格里五世的财产以牲畜与土地为主，因此流亡的基格里五世并不富裕，在内罗毕居住的时候，他每周日都在电影院外举行“宫廷仪式”，接见臣民。
1963年7月28日，他和卢旺达民族联盟（图西族保王派政党）主席鲁开巴、副主席吉伊胡拉等人出访中华人民共和国，并在人民大会堂得到了周恩来的宴请。同年12月，在基格里五世（有学者认为其是领导者）与中华人民共和国的支持下，卢旺达民族联盟的武装力量正式从境外向卢旺达进军，意图复辟王国，是为布格塞拉入侵事件。但在比利时的介入下，卢旺达民族联盟终获惨败，起义者也大都阵亡。借此机会，胡图族控制的卢旺达政府大肆逮捕图西族人，将他们视作“卢旺达民族联盟的支持者或潜在支持者”，投入监狱。之后，在地方官员的指挥下，胡图族人更是大肆屠杀图西族人，仅吉孔戈罗地区便有5000-14000位图西族人被杀害，成千上万人流离失所。之后，图西族势力虽有小范围抵抗，但都被卢旺达政府打压。此外，卢旺达政府也开始推行种族歧视政策，进一步地恶化了国内的种族矛盾。
基格里五世虽是卢旺达的前国王，但他的政治影响力是极为有限的。卢旺达问题的学术权威、美国政治学家勒内·勒马尔尚指出：“当时，他确实被那些更激进的人物排挤到边缘。当时有一大批更年轻、更激进的图西族人在掌权，而基格里在本质上只是一个象征。”

## 美国流亡生涯

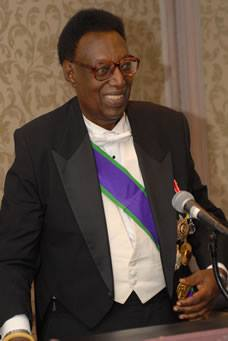
2014年在华盛顿特区的基格里五世

1986年，美国商人威廉·A·“比尔”·费舍尔因生意需求，在一位曾任职于伊迪·阿明卫队的前军官介绍下，与基格里五世在内罗毕的一家酒店结识。尽管基格里五世未能给费舍尔带来预期的商业合作，但费舍尔仍旧被其“父亲般”的品格与慷慨助人的精神所折服，成为了亲密的朋友。1990年，卢旺达内战爆发，而基格里五世则反对图西族政党卢旺达爱国阵线挑起内战。由于采访过他的一名记者在回到卢旺达后因“危害国家安全”被捕，而肯尼亚总统丹尼尔·阿拉普·莫伊又与胡图族总统朱韦纳尔·哈比亚利马纳关系密切。出于安全需要，基格里五世与侍从决定移居美国，并与费舍尔联络。费舍尔知悉后，便利用自己家族的影响力，请求美国参议员唐·尼科尔斯帮忙，加快基格里五世的签证办理进度。为了不引人注目，基格里五世与侍从既未带走多数财产（甚至包括国王），也未带走亲属，每人仅提着一个手提箱便赶往美国。
1992年6月，基格里五世与随从抵达俄克拉荷马城，与费舍尔接洽。待了一周后，他们便来到华盛顿特区，并在天主教慈善机构的帮助下向美国国务院申请政治庇护。同时，在塔科马帕克，基督复临安息日会的教徒们为基格里五世与随从申请福利，并替其寻得住房。由于基格里五世不会说英语，也没人要雇他。为了维持生计，基格里五世的随从在西爾斯百貨担任床垫销售员，并兼任法院的卢旺达语翻译。
自1992年7月后，基格里五世正式获得美国的政治庇護，并在美国常居，度过余生。基格里五世起初定居于马里兰州的塔科马帕克，而后又搬到弗吉尼亚州的奥克顿。期间，他住在政治补贴的低收入住房中，依靠食品券、住房补贴、医疗补助、私人捐赠与出售贵族头衔过活。然而，他仍旧四处奔走，替卢旺达人民发声，并纪念卢旺达种族灭绝的受害者，反复呼吁不同族群之间应当和睦相处，卢旺达的各个团体应当通过民主手段解决纠纷。 
1994年，随着保罗·卡加梅领导的图西族政党卢旺达爱国阵线执政，基格里五世开始渴望回国。1995年，基格里五世在南加利福尼亚结识了查尔斯·A·库隆布，与国际君主主义联盟建立了联系。据库隆布称：“基格里五世是国际君主主义联盟接触过的唯一一位完全没有任何外界援助的君主，没有谁比他更加孤立无援。伊朗国王和埃塞俄比亚皇帝的后裔同样住在弗吉尼亚州，但仍有众多本国同胞可以依靠，而他初来时，身边几乎没有一个支持者。”在国际君主主义联盟的赞助与策划下，基格里五世在洛杉矶地区开展“和平之旅”，为自己的基金会筹款。以帮助十万余名卢旺达孤儿。基格里五世的旅行很快便获得了蒂比·海德倫、休·海夫納等当地名流的响应。
1996年，基格里五世与掌握实权的卢旺达副总统保罗·卡加梅在华盛顿威拉德洲际酒店的私人接待室会面，卡加梅欢迎他和其他王室成员以平民身份回国，但基格里五世只愿在政府与人民的同意下作为立宪君主回国。卡加梅允诺基格里五世，称他会向政府咨询此事，然后做出答复。多年后，有记者向卡加梅问及这次会面，卡加梅表示：“你们这是在刻意抬举他，他是否回国要等我的答复，但此事与我无关。我又不是参与废黜他的人，自然也没有权利和义务去恢复他的王位。”
卢旺达问题的学术权威，人权观察卢旺达办事处的前负责人蒂莫西·朗文指出：君主制在卢旺达已被视作潜在的温和力量与种族和解的象征，然而卢旺达政权却将其视为严重威胁。在卢旺达，国民不能公开拥护国王或呼吁国王回归，否则会被关进监狱。

## 身后之事
2016年10月16日早晨，基格里五世因心脏病病逝于华盛顿特区的一家医院，享年80岁。他的私人秘书居伊·彭宁顿表示，基格里五世的继承人已经选定，很快就会公布。
由于基格里五世遵循了国王不得在国外结婚的王家传统，他终身未婚。2017年1月9日，卢旺达王室方面宣布：基格里五世的侄子埃马纽埃尔·布沙亚贾将继承卢旺达的王位宣称。在基格里五世逝世后，他的未婚生女雅克利娜·鲁万加被揭露，此人出生于1975年的乌干达，曾与乌干达咖啡大亨安德鲁·鲁加西拉结婚，育有五个子女。
居住在海外的亲随与居住在非洲的亲属就基格里五世的安葬地点产生法律纠纷，经弗吉尼亚州法院裁决，基格里五世的遗体必须遣返回国，安葬在卢旺达恩延扎的王家陵墓。

## 家系
|  |                        |  |  |  |  |  |  |  |  |  |  |  |  |  |  |  |
|  | 8. 穆塔拉二世          |  |  |  |  |  |  |  |  |  |  |  |  |  |  |  |
|  |                        |  |  |  |  |  |  |  |  |  |  |  |  |  |  |  |
|  |                        |  |  |  |  |  |  |  |  |  |  |  |  |  |  |  |
|  | 4. 基格里四世          |  |  |  |  |  |  |  |  |  |  |  |  |  |  |  |
|  |                        |  |  |  |  |  |  |  |  |  |  |  |  |  |  |  |
|  |                        |  |  |  |  |  |  |  |  |  |  |  |  |  |  |  |
|  | 9. Nyirakigeri         |  |  |  |  |  |  |  |  |  |  |  |  |  |  |  |
|  |                        |  |  |  |  |  |  |  |  |  |  |  |  |  |  |  |
|  |                        |  |  |  |  |  |  |  |  |  |  |  |  |  |  |  |
|  | 2. 尤希五世            |  |  |  |  |  |  |  |  |  |  |  |  |  |  |  |
|  |                        |  |  |  |  |  |  |  |  |  |  |  |  |  |  |  |
|  |                        |  |  |  |  |  |  |  |  |  |  |  |  |  |  |  |
|  | 10. Rwakagara          |  |  |  |  |  |  |  |  |  |  |  |  |  |  |  |
|  |                        |  |  |  |  |  |  |  |  |  |  |  |  |  |  |  |
|  |                        |  |  |  |  |  |  |  |  |  |  |  |  |  |  |  |
|  | 5. Nyirayuhi           |  |  |  |  |  |  |  |  |  |  |  |  |  |  |  |
|  |                        |  |  |  |  |  |  |  |  |  |  |  |  |  |  |  |
|  |                        |  |  |  |  |  |  |  |  |  |  |  |  |  |  |  |
|  | 1. 基格里五世          |  |  |  |  |  |  |  |  |  |  |  |  |  |  |  |
|  |                        |  |  |  |  |  |  |  |  |  |  |  |  |  |  |  |
|  |                        |  |  |  |  |  |  |  |  |  |  |  |  |  |  |  |
|  | 3. 穆卡什马·贝尔纳黛特 |  |  |  |  |  |  |  |  |  |  |  |  |  |  |  |
|  |                        |  |  |  |  |  |  |  |  |  |  |  |  |  |  |  |
|  |                        |  |  |  |  |  |  |  |  |  |  |  |  |  |  |  |

## 荣誉

### 外国头衔
2016年6月29日，埃塞俄比亚皇冠委员会主席埃尔米亚斯·萨赫勒·塞拉西的代表在英国伦敦向基格里五世授予了拉斯头衔（相当于亲王或公爵）。

### 外国勋章
如下是基格里五世获得的外国勋章:
- 圣莫里斯及拉撒路大十字勋章（英语：Order of Saints Maurice and Lazarus） (萨伏依王室)
- 维拉维索萨圣母无玷大十字勋章（英语：Order of the Immaculate Conception of Vila Viçosa） (布拉干萨王室)
- 圣米迦勒之翼大十字勋章（英语：Order of Saint Michael of the Wing） (布拉干萨王室)
- 示巴女王大十字勋章（英语：Order of the Queen of Sheba） (所罗门王室)
- 埃塞俄比亚之星大十字勋章（英语：Order of the Star of Ethiopia） (埃塞俄比亚帝国)
- 所罗门皇家勋章（英语：Order of Solomon） (埃塞俄比亚帝国)
- 伊斯玛仪王家勋章大颈饰（英语：Order of Ismail） (法鲁克王室)
- 格鲁吉亚之鹰勋章大颈饰（英语：Order of the Eagle of Georgia）（巴格拉季昂王室）[44]
- 葡萄牙王家功绩勋章大颈饰（布拉干萨王室）[45]
- 皇家及哈希姆珍珠勋章大绶章（英语：Royal and Hashemite Order of the Pearl）(苏禄王室（英语：Royal House of Sulu）) [46]